# Kings & Queens (utwór muzyczny Avy Max)
Kings & Queens – utwór muzyczny amerykańskiej piosenkarki i autorki tekstów Avy Max wydany 12 marca 2020 roku jako piąty singel promujący debiutancki album Avy Heaven & Hell. Utwór został napisany przez Avę, Brett McLaughlin, Desmonda Childa, Henry’ego Waltera, Hillary Bernstein, Jakke Erixon, Madison Love, Mimozę Blinsson i dwóch producentów piosenki, którymi są Cirkut i RedOne. Tekst piosenki jest o wzmocnieniu pozycji kobiet.
„Kings & Queens” zostało pozytywnie przyjęte przez krytyków muzycznych, którzy pochwalili produkcję i słowa piosenki oraz gitarowe solo w niej. Singel uplasował się na pierwszym miejscu w Izraelu, Łotwie i Polsce oraz w top 10 w Szkocji, Szwajcarii, Norwegii i Czechach. Jest to również pierwszy utwór Avy od „Sweet but Psycho”, który uplasował się w amerykańskim notowaniu Hot 100. Teledysk został opublikowany 27 marca i był wyreżyserowany przez Isaaca Rentza. W nim wygląd Avy był inspirowany Khaleesi z serialu Gra o tron, a sama artystka tańczy wraz z grupą tancerzy w niebiańskiej sali tronowej.
Wersja piosenki, w której głosu użyczyli Lauv i Saweetie, nazwana „Kings & Queens, Pt. 2”, została wydana 6 sierpnia 2020 roku.

## Geneza i rozwój
„Kings & Queens” przeszło wiele zmian, jeśli chodzi o melodię i produkcję, zanim stworzona została finalna wersja w sierpniu i wrześniu 2019 roku. Ava ogłosiła wydanie nowego singla 27 lutego 2020 roku na swoim Instagramie, gdzie potwierdziła, że Cirkut oraz RedOne wyprodukowali utwór, a Madison Love pomogła w pisaniu go. Piosenkarka później ujawniła datę wydania oraz okładkę 7 marca. Piosenka została napisana przez Avę, Brett McLaughlin, Desmonda Childa, Henry'ego Waltera, Hillary Bernstein, Jakke Erixon, Madison Love, Mimozę Blinsson i dwóch producentów piosenki, czyli przez Cirkuta i RedOne'a.
Ava postanowiła użyć elektrycznej gitary w piosence, żeby dopełnić elektroniczno-popowe brzmienie piosenki. W refrenie utworu znajduje się sampel piosenki Bonnie Tyler „If You Were a Woman (And I Was a Man)”. Piosenkarka przyznała, że piosenka jest o tym, że świat byłby lepszym miejscem gdyby nim rządziły królowe i porównała ją ze swoją poprzednią piosenką, „So Am I”, ze względu na podobne przesłane w obu piosenkach.

## Odbiór komercyjny
W Stanach Zjednoczonych „Kings & Queens” spędziło 6 tygodni w notowaniu Bubbling Under Hot 100, zanim trafiło do głównego zestawienia na miejsce 73. 22 sierpnia 2020 roku, stając się pierwszym notowanym utworem Avy w kraju od „Sweet but Psycho”. W Kanadzie singel uplasował się na 63. pozycji. Utwór pokrył się złotem w Brazylii za sprzedaż 20 tysięcy kopii oraz w Kanadzie za sprzedaż 40 tysięcy kopii.
„Kings & Queens” zadebiutowało na 41. miejscu listy w tygodniu kończącym się 1 maja 2020 roku w Polsce. W czwartym tygodniu utwór dostał się do top 10, a w dziesiątym tygodniu utwór stał się czwartym numerem jeden artystki w Polsce, plasując się na szczycie zestawienia przez dwa tygodnie. Singel był również numerem jeden w Izraelu, Łotwie i Szwajcarii. Singel uplasował się w top 10 w ponad piętnastu krajach, w tym w Belgii, Chorwacji, Czechach, Holandii, Malcie, Namibii, Norwegii, Słowenii, Szkocji i na Węgrzech. W Wielkiej Brytanii utwór dostał się do top 20, plasując się na 19. miejscu oraz został pokryty srebrem za sprzedanie 200 tysięcy kopii. Singel pokrył się złotem w Austrii za sprzedanie 15 tysięcy kopii oraz we Włoszech za sprzedaż 35 tysięcy kopii.

## Teledysk
Wraz z wydaniem singla, 12 marca 2020 roku, opublikowano animowany teledysk. Wraz z wydaniem piosenki, piosenkarka potwierdziła, że właściwy teledysk został nagrany i nazwała go „bardzo kolorowym i zabawnym, z dużą ilością tańca i świętowania” oraz porównała go do tęczy. Tenże teledysk został opublikowany 27 marca 2020 i był wyreżyserowany przez Isaaca Rentza, który wcześniej wyreżyserował inny teledysk piosenkarki – „So Am I”. W teledysku, Ava tańczy w niebiańskiej sali tronowej, wraz z grupą tancerzy, a jej wygląd był inspirowany Khaleesi z serialu Gra o tron. Max i Rentz użyli moodboarda, aby wymyślić pomysły na teledysk, który miał być feministyczny. Piosenkarka wysyłała mu pomysły w nocy, żeby jej pomysły były postrzegane jako „autentyczne i personalne”.
Klip zaczyna się od ujęcia na Avę, która trzyma miecz pomiędzy nogami, siedząc na złotym tronie. Organizuje ona bankiet, na którym tancerze piją szampana i jedzą, zanim rozpoczyna się taneczna sekcja teledysku. Podczas gitarowego solo przed łącznikiem, tancerze dzierżą elektryczne siekiery.

## Listy utworów
| Digital download / media strumieniowe | Digital download / media strumieniowe | Digital download / media strumieniowe |
| Nr                                    | Tytuł utworu                          | Długość                               |
| ------------------------------------- | ------------------------------------- | ------------------------------------- |
| 1.                                    | „Kings & Queens”                      | 2:42                                  |

| Digital download / media strumieniowe – wersja akustyczna | Digital download / media strumieniowe – wersja akustyczna | Digital download / media strumieniowe – wersja akustyczna |
| Nr                                                        | Tytuł utworu                                              | Długość                                                   |
| --------------------------------------------------------- | --------------------------------------------------------- | --------------------------------------------------------- |
| 1.                                                        | „Kings & Queens” (wersja akustyczna)                      | 3:08                                                      |

| Digital download / media strumieniowe – remiksy | Digital download / media strumieniowe – remiksy | Digital download / media strumieniowe – remiksy |
| Nr                                              | Tytuł utworu                                    | Długość                                         |
| ----------------------------------------------- | ----------------------------------------------- | ----------------------------------------------- |
| 1.                                              | „Kings & Queens” (James Carter Remix)           | 2:16                                            |
| 2.                                              | „Kings & Queens” (Until Dawn Remix)             | 3:15                                            |
| 3.                                              | „Kings & Queens” (MOTi Remix)                   | 3:00                                            |
| 4.                                              | „Kings & Queens” (Fairlane Remix)               | 3:35                                            |
|                                                 |                                                 | 12:06                                           |

## Personel
- Amanda Ava Koci – wokale, tekst
- Cirkut – tekst, produkcja
- Nadir Khayat – tekst, produkcja
- Serban Ghenea – miksowanie
- John Hanes – miksowanie
- Chris Gehringer – mastering
- Brett McLaughlin – tekst
- Desmond Child – tekst
- Hillary Bernstein – tekst
- Jakke Erixon – tekst
- Madison Love – tekst
- Mimoza Blinsson – tekst

Źródło:.

## Notowania i certyfikaty
| Terytorium         | Notowanie               | Pozycja | Źr.                   |
| ------------------ | ----------------------- | ------- | --------------------- |
| Australia          | Top 50 Singles          | 61      | [ potrzebny przypis ] |
| Austria            | Ö3 Austria Top 40       | 12      | [ 40 ]                |
| Belgia             | Ultratop 50 Flanders    | 4       | [ 18 ]                |
| Belgia             | Ultratop 50 Wallonia    | 9       | [ 19 ]                |
| Chorwacja          | Airplay Radio Chart     | 6       | [ 20 ]                |
| Czechy             | Rádio Top 100           | 1       | [ 41 ]                |
| Czechy             | Singles Digitál Top 100 | 7       | [ 21 ]                |
| Estonia            | Eesti Lood Tipp-40      | 30      | [ 42 ]                |
| Europa             | Euro Digital Songs      | 5       | [ 43 ]                |
| Finlandia          | Suomen virallinen lista | 15      | [ 44 ]                |
| Francja            | Top Singles             | 32      | [ 45 ]                |
| Grecja             | Digital Singles Chart   | 39      | [ 46 ]                |
| Holandia           | Dutch Top 40            | 10      | [ 22 ]                |
| Holandia           | Single Top 100          | 13      | [ 47 ]                |
| Irlandia           | Top 100 Singles         | 20      | [ 48 ]                |
| Islandia           | Tonlist                 | 11      | [ 49 ]                |
| Izrael             | Media Forest            | 1       | [ potrzebny przypis ] |
| Kanada             | Canadian Hot 100        | 63      | [ 10 ]                |
| Litwa              | Singlų Top 100          | 24      | [ 50 ]                |
| Łotwa              | Latvijas Top 40         | 1       | [ potrzebny przypis ] |
| Macedonia Północna | Radio Airplay Chart     | 15      | [ 51 ]                |
| Malta              | Radio Airplay Chart     | 3       | [ 23 ]                |
| Meksyk             | Mexico Airplay          | 23      | [ 52 ]                |
| Namibia            | Radio Airplay Chart     | 7       | [ 24 ]                |
| Niemcy             | Top 100 Single          | 16      | [ 53 ]                |
| Norwegia           | VG-lista                | 7       | [ 25 ]                |
| Nowa Zelandia      | Hot Singles Sales       | 20      | [ 54 ]                |
| Polska             | AirPlay – Top           | 1       | [ 15 ]                |
| Południowa Afryka  | Radio Airplay Chart     | 34      | [ 55 ]                |
| Portugalia         | Portugese Singles Chart | 110     | [ 56 ]                |
| Rosja              | Top Week Hits           | 25      | [ 57 ]                |
| Rumunia            | Airplay 100             | 44      | [ 58 ]                |
| Słowacja           | Radio Top 100           | 12      | [ 59 ]                |
| Słowacja           | Singles Digitál Top 100 | 16      | [ 60 ]                |
| Słowenia           | SloTop50                | 5       | [ 26 ]                |
| Stany Zjednoczone  | Hot 100                 | 73      | [ 9 ]                 |
| Stany Zjednoczone  | Mainstream Top 40       | 31      | [ 61 ]                |
| Stany Zjednoczone  | Rolling Stone Top 100   | 84      | [ 62 ]                |
| Szkocja            | Scottish Singles Chart  | 5       | [ 27 ]                |
| Szwajcaria         | Singles Top 100         | 5       | [ 63 ]                |
| Szwajcaria         | Romandie Singles Top 20 | 1       | [ 17 ]                |
| Szwecja            | Sverigetopplistan       | 21      | [ 64 ]                |
| Ukraina            | Ukraine Airplay Chart   | 29      | [ 65 ]                |
| Węgry              | Dance Top 40            | 2       | [ 66 ]                |
| Węgry              | Rádiós Top 40           | 12      | [ 67 ]                |
| Węgry              | Single Top 40           | 4       | [ 28 ]                |
| Węgry              | Stream Top 40           | 5       | [ 68 ]                |
| Wielka Brytania    | UK Singles Chart        | 19      | [ 69 ]                |
| Włochy             | Singles Chart           | 39      | [ 70 ]                |
| WNP                | Top Radio Hits          | 17      | [ 71 ]                |

| Terytorium | Notowanie | Pozycja | Źr.    |
| ---------- | --------- | ------- | ------ |
| Słowenia   | SloTop50  | 9       | [ 72 ] |

| Kraj                         | Certyfikat         | Sprzedaż | Źr.    |
| ---------------------------- | ------------------ | -------- | ------ |
| Austria (IFPI Austria)       | złota płyta        | 15 000+  | [ 31 ] |
| Brazylia (Pro-Música Brasil) | złota płyta        | 20 000+  | [ 11 ] |
| Kanada (MC)                  | złota płyta        | 40 000+  | [ 12 ] |
| Polska (ZPAV)                | 4× platynowa płyta | 200 000+ | [ 73 ] |
| Wielka Brytania (BPI)        | srebrna płyta      | 200 000+ | [ 30 ] |
| Włochy (FIMI)                | złota płyta        | 35 000+  | [ 32 ] |

## Historia wydania
| Obszar            | Data             | Format                                | Wersja     | Wytwórnia | Źr.    |
| ----------------- | ---------------- | ------------------------------------- | ---------- | --------- | ------ |
| Cały świat        | 12 marca 2020    | digital download · media strumieniowe | oryginał   | Atlantic  | [ 37 ] |
| Włochy            | 10 kwietnia 2020 | contemporary hit radio                | oryginał   | Warner    | [ 74 ] |
| Cały świat        | 22 kwietnia 2020 | digital download · media strumieniowe | akustyczna | Atlantic  | [ 38 ] |
| Cały świat        | 30 kwietnia 2020 | digital download · media strumieniowe | remiksy    | Atlantic  | [ 39 ] |
| Stany Zjednoczone | 7 lipca 2020     | contemporary hit radio                | oryginał   | Atlantic  | [ 75 ] |
| Stany Zjednoczone | 10 sierpnia 2020 | hot adult contemporary radio          | oryginał   | Atlantic  | [ 76 ] |

## Kings & Queens, Pt. 2
6 sierpnia 2020 roku Ava wydała remiks „Kings & Queens”, zatytułowany „Kings & Queens, Pt. 2”, w którym gościnnie wokalów użyczył amerykański autor tekstów i piosenkarz Lauv oraz amerykańska raperka Saweetie. W tej wersji drugi wers jest zmieniony i śpiewany przez Lauva, śpiewa on w nim o relacji z silną i niezależną kobietą. Po gitarowym solo Saweetie ma swoją zwrotkę, w której rapuje o sile kobiet.

### Lista utworów
| Digital download / media strumieniowe | Digital download / media strumieniowe                              | Digital download / media strumieniowe |
| Nr                                    | Tytuł utworu                                                       | Długość                               |
| ------------------------------------- | ------------------------------------------------------------------ | ------------------------------------- |
| 1.                                    | „Kings & Queens, Pt. 2” (z gościnnym udziałem Lauva oraz Saweetie) | 2:55                                  |

### Personel
- Amanda Ava Koci – wokale, tekst
- Lauv – śpiew, tekst
- Saweetie – śpiew, tekst
- Cirkut – tekst, produkcja
- Nadir Khayat – tekst, produkcja
- Geoff Swan – miksowanie
- John Hanes – miksowanie
- Chris Gehringer – mastering
- Brett McLaughlin – tekst
- Derrick Milano – tekst
- Desmond Child – tekst
- Hillary Bernstein – tekst
- Jacob Kasher Hindlin – tekst
- Jakke Erixon – tekst
- Madison Love – tekst
- Mimoza Blinsson – tekst

Źródło:.

### Historia wydania
| Obszar     | Data            | Format                                | Wytwórnia | Źr.    |
| ---------- | --------------- | ------------------------------------- | --------- | ------ |
| Cały świat | 6 sierpnia 2020 | digital download · media strumieniowe | Atlantic  | [ 80 ] |